# Pihlajasaari

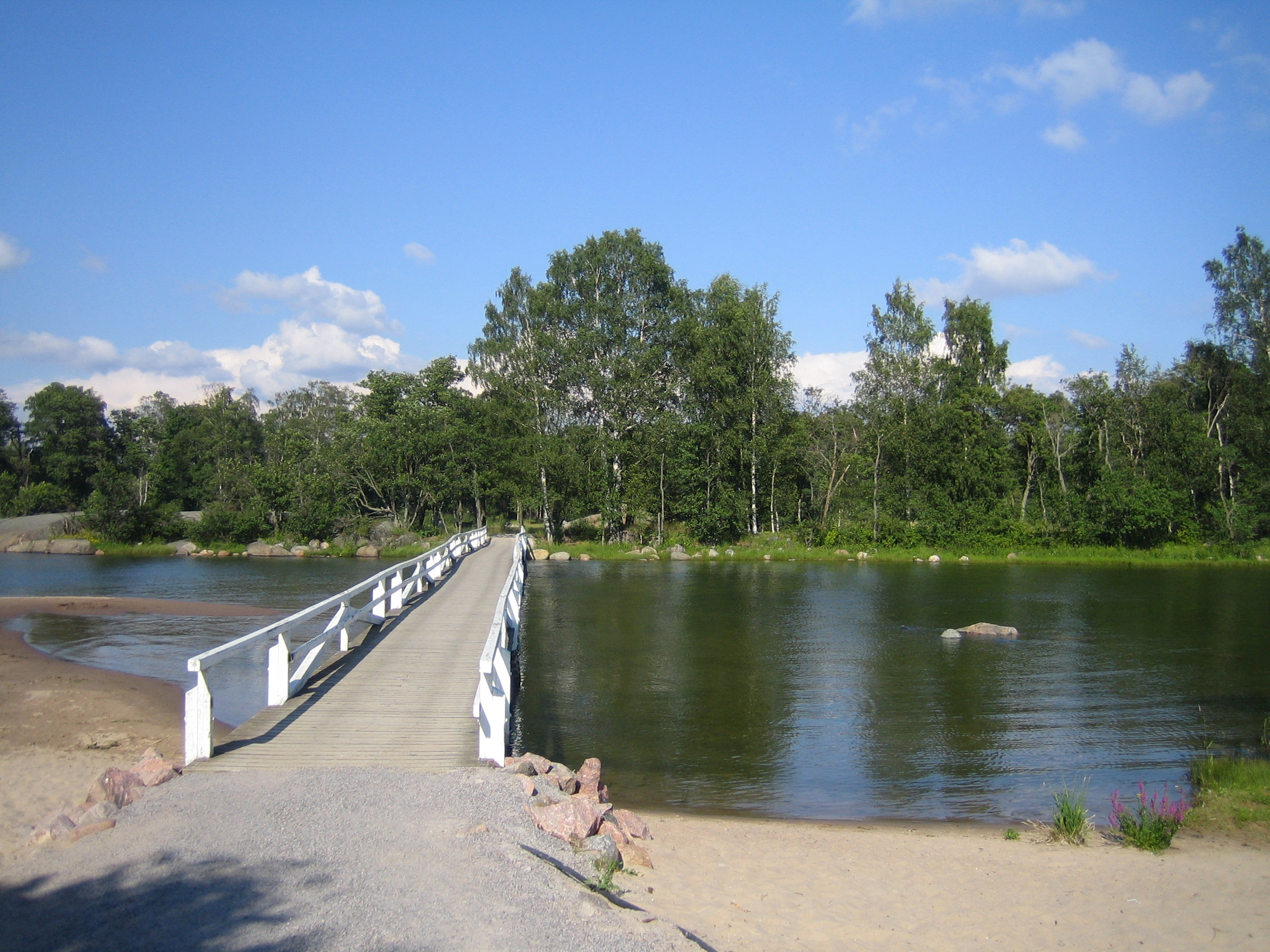
Brücke

Pihlajasaari (finnisch) oder Rönnskär (schwedisch) ist der Name einer zu Finnland gehörenden Inselgruppe in der Ostsee, südlich von Helsinki im Finnischen Meerbusen.
Die Inselgruppe gehört zum Teilgebiet Länsisaaret des Stadtteils Ulkosaaret der finnischen Hauptstadt Helsinki und umfasst etwa 26 Hektar. Westlich verläuft der Seeweg zum nur wenige hundert Meter nördlich gelegenen Hafen von Helsinki. Zur Inselgruppe gehören im Wesentlichen die Inseln Itäinen Pihlajasaari und die südwestlich hiervon gelegene größere Insel Läntinen Pihlajasaari. Die beiden bewaldeten Inseln liegen nur etwa 50 Meter voneinander entfernt und sind mit einer Brücke verbunden. Im näheren Umfeld liegen mehrere weitere kleine Inseln, so Lasimestarinletto im Nordwesten, Vadelmakupu im Osten und Pihlajakari und Pihlajaletto im Südosten.
Die Inselgruppe ist ein Naherholungsgebiet Helsinkis und mit Wasserbussen an das Netz des öffentlichen Personennahverkehrs angeschlossen. Auf den Inseln befinden sich einige alte Villen, Badestrände, ein Zeltplatz, ein Restaurant, Grillplätze sowie eine Sauna. Darüber hinaus wurden Joggingpfade angelegt.